# Zakrzewo (gmina w województwie wielkopolskim)
Zakrzewo – gmina wiejska w województwie wielkopolskim, w powiecie złotowskim. W latach 1975–1998 gmina położona była w województwie pilskim.
Siedziba gminy to Zakrzewo.
Według danych z 30 czerwca 2016 gminę zamieszkiwały 4974 osoby. Natomiast według danych z 31 grudnia 2019 roku gminę zamieszkiwało 4905 osób.

## Struktura powierzchni
Według danych z roku 2002 gmina Zakrzewo ma obszar 162,52 km², w tym:
- użytki rolne: 46%
- użytki leśne: 46%

Gmina stanowi 9,78% powierzchni powiatu.

## Demografia

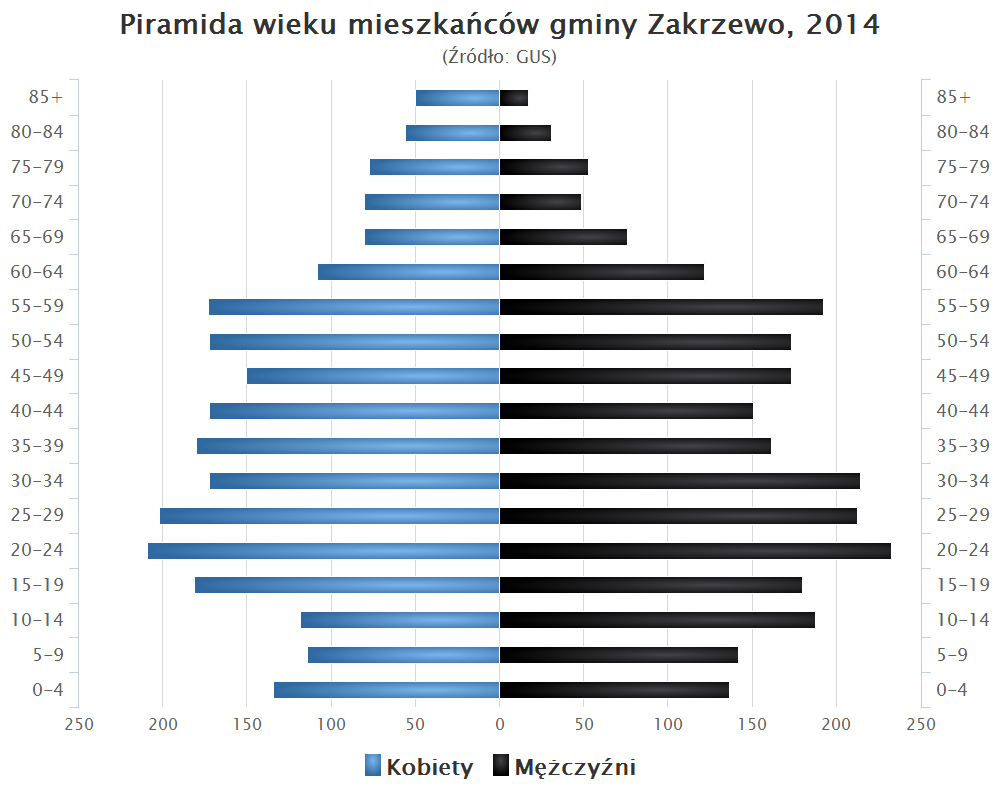
Piramida wieku mieszkańców gminy Zakrzewo w 2014 roku

Dane z 30 czerwca 2016:
| Opis                              | Ogółem | Ogółem | Kobiety | Kobiety | Mężczyźni | Mężczyźni |
| --------------------------------- | ------ | ------ | ------- | ------- | --------- | --------- |
| jednostka                         | osób   | %      | osób    | %       | osób      | %         |
| populacja                         | 4928   | 100    | 2414    | 49,0    | 2514      | 51,0      |
| gęstość zaludnienia (mieszk./km²) | 29,5   | 29,5   | 14,6    | 14,6    | 14,9      | 14,9      |

## Sołectwa
Czernice, Drożyska Małe, Drożyska Średnie, Drożyska Wielkie, Głomsk, Kujan, Ługi, Nowa Wiśniewka, Osowiec, Prochy, Stara Wiśniewka, Śmiardowo Złotowskie, Wersk, Zakrzewo.

## Pozostałe miejscowości
Dzierząźno, Karolewo, Kujanki, Łączyn, Nowe Zakrzewo, Nowy Głomsk, Poborcze, Wierzchołek.

## Geografia
Na terenie gminy znajduje się 13 jezior:
- Bielsko
- Borówno
- Jezioro Czarcie
- Jezioro Głomskie
- Proboszczowskie Jezioro (Księże Jezioro)
- Kujan Mały
- Łączyn
- Mały Smólsk
- Wielki Smólsk
- Stary Wersk
- Śmiardówka
- Jezioro Zakrzewskie
- Zielone Jezioro

## Sąsiednie gminy
Lipka, Więcbork, Złotów.